# ВіОн (Злате Моравце)
«ВіОн Злате Моравце — Врабле» (словац. ViOn Zlaté Moravce) — словацький футбольний клуб з міста Златі Моравці, заснований 1995 року. Виступає у Словацькій Суперлізі. Домашні матчі приймає на «стадіоні ФК «ВіОн»», місткістю 5 000 глядачів.

## Досягнення
- Чемпіон Другої ліги: 2
  - 2007, 2010
- Володар Кубка Словаччини: 1
  - 2007